# نبردناو اوریول
نبردناو اوریول (به انگلیسی: Russian battleship Oryol) یک کشتی بود که طول آن ۳۹۷ فوت (۱۲۱٫۰ متر) بود. این کشتی در سال ۱۹۰۲ ساخته شد.